# 1394 Algoa
Algoa (asteróide 1394) é um asteróide da cintura principal, a 2,2509422 UA. Possui uma excentricidade de 0,0770773 e um período orbital de 1 391,21 dias (3,81 anos).
Algoa tem uma velocidade orbital média de 19,07186823 km/s e uma inclinação de 2,66852º.
Esse asteróide foi descoberto em 12 de Junho de 1936 por Cyril Jackson.